# Mont des Arts
Mont des Arts eller Kunstberg (fransk og flamsk for Kunstens bakke) er et historisk område i centrum af Bruxelles, Belgien.
Pladsen blev skabt til verdensudstillingen i Bruxelles i 1910 og består af en park og en monumental trappe med fontæner. Den oprindelige plads blev ødelagt under efterkrigstidens byggemani – også kendt som bruxellesisering. Fra 1954 til 1965 fik området omkring pladsen en række geometriske postmoderne byggerier som Bibliothèque Royale og Palais des Congrès. Andre kendte bygninger er placeret her, bl.a. Magrittemuseet samt Musikinstrumentmuseet i bygningen Old England.
Fra Mont des Arts får man en af byens bedste udsigter til Rådhustårnet og Grand Place. På en solrig dag kan man sågar se Basilique Nationale du Sacré-Cœur og Atomium. Attraktioner som byens domkirke, Cathédrale Saints-Michel-et-Gudule og Palais Royal er beliggende i gåafstand fra Mont des Arts.
50°50′39″N 4°21′27″Ø / 50.84421185°N 4.35760585°Ø